# Heizmannia greenii
Heizmannia greenii är en tvåvingeart som först beskrevs av Theobald 1905.  Heizmannia greenii ingår i släktet Heizmannia och familjen stickmyggor. Inga underarter finns listade i Catalogue of Life.